# 代亞盧莫里鄉
46°19′N 27°14′E / 46.317°N 27.233°E
代亞盧莫里鄉（羅馬尼亞語：Comuna Dealu Morii, Bacău），是羅馬尼亞的鄉份，位於該國東北部，由巴克烏縣負責管轄，面積70平方公里，海拔高度150米，2007年人口2,910，人口密度每平方公里41人。